# 华能玉环电厂
28°06′58″N 121°08′20″E / 28.11602°N 121.13897°E
华能玉环电厂位于中国浙江省玉环市大麦屿，是中国首座自行建设的百万千瓦超超临界燃煤机组电厂。华能玉环电厂隶属于中国华能集团浙江分公司，开工于2003年，投产于2006年11月28日。

## 历史
2003年4月21日，华能玉环电厂开工建设。为了加快建设，华能集团公司于2005年10月21日与中国浙江省人民政府签署了能源项目合作协议，浙江省人民政府将“华能玉环电厂二期工程2台100万千瓦机组的连续建设项目”列入浙江省“十一五”电力发展规划。2006年11月28日，首台百万千瓦级机组第一次冲击百万千瓦负荷成功，标志着机组正式投产。直至2007年11月25日，电厂相继投产四台百万千瓦超超临界燃煤机组，创造了十二个月内建成投产四台此类机组的世界纪录。
2008年1月初，玉环电厂因冰雪灾害而紧急停机，仅留有4号机组接带15万千瓦运行4小时，接带50万千瓦单机运行40天。2009年开始，华能玉环电厂举办职工文艺汇演，此后每年都有举行。 2016年12月13日，华能玉环电厂4号机组超低排放改造完成，实现四台百万千瓦级超超临界机组超低排放投产。2018年9月7日，2号机组通过深度调峰验证性试验。

## 社会责任
自2013年以来，玉环电厂通过安全培训、电力知识讲解、现场参观与电力科普下乡村进校园、科普知识手册发放等多种途径，向社会公众普及电力与环保知识。截至目前，仅厂内参观人数就累计超过4500人。

## 荣誉
2009年10月，玉环电厂工程获“新中国成立60周年百项经典暨精品工程”。2010年12月，玉环电厂二期工程获“2010年度国家优质工程”银质奖。技术方面，华能玉环电厂是中国首座自行建设的百万千瓦超超临界燃煤机组电厂。2007年12月，玉环电厂“超超临界燃煤发电技术的研发与应用”课题获中国国家科学技术进步一等奖。2008年9月，1号机组获“全国火电机组竞赛百万超超临界机组”特别贡献奖。环境上，2008年7月，华能玉环电厂获评“国家环境友好工程”。同年11月，获“国家优质工程金奖”。2013年12月，玉环电厂获评“中国美丽电厂” 企业文化和社会责任方面，2010年，华能玉环电厂获“中国企业文化建设优秀单位”称号；2018年5月16日，浙江省电力学会授予华能玉环电厂“电力科普教育基地”牌匾。

## 评价
中国电机工程学会理事长陆延昌在接受新华社记者专访时说：“目前，我国的发电用煤占国内煤产量的一半以上，煤炭资源紧缺已经成为制约燃煤电厂发展的关键因素。华能玉环电厂率先使用国际先进的超超临界燃煤机组，代表了中国燃煤发电厂今后的发展方向，为燃煤电厂节煤发电起到了示范带头作用。”